# Wymysłów (powiat kutnowski)
Wymysłów – wieś w Polsce, położona w województwie łódzkim, w powiecie kutnowskim, w gminie Krośniewice.
| SIMC    | Nazwa           | Rodzaj    |
| ------- | --------------- | --------- |
| 0567876 | Górki Miłońskie | część wsi |

W latach 1975–1998 wieś należała administracyjnie do województwa płockiego. Według Narodowego Spisu Powszechnego Ludności i Mieszkań z 2011 roku liczba mieszkańców wynosiła 120 osób.